# Fataleka
Le fataleka est une des langues des Salomon du Sud-Est, parlée par 6 700 locuteurs (1999), à Malaita. Wurm et Hattori (1981) le considèrent comme un dialecte du to’abaita. L'intercompréhension avec le baegu est considérée comme élevée. Son lexique est semblable à 82 % avec le kwara’ae et à 76 % avec le lau.